# Sowjetische Badmintonmeisterschaft 1986
Die Sowjetische Badmintonmeisterschaft 1986 fand vom 4. bis zum 7. Dezember 1986 in Charkow statt.

## Die Sieger und Platzierten
| Disziplin    | Gold                               | Silber                            | Bronze                                 |
| ------------ | ---------------------------------- | --------------------------------- | -------------------------------------- |
| Herreneinzel | Andrei Antropow                    | Vitaliy Shmakov                   | Vladimir Serov                         |
| Dameneinzel  | Irina Rozhkova                     | Vlada Belyutina                   | Svetlana Belyasova                     |
| Herrendoppel | Andrei Antropow Sergey Sevryukov   | Vitaliy Shmakov Vladimir Serov    | Vladimir Nikolenko Jevgeniy Kravchenko |
| Damendoppel  | Elena Rybkina Tatyana Litvinenko   | Irina Rozhkova Svetlana Belyasova | Vlada Belyutina Tatjana Volchek        |
| Mixed        | Andrei Antropow Svetlana Belyasova | Vladimir Nikolenko Elena Rybkina  | Vitaliy Shmakov Tatjana Volchek        |